# THW-Informationszentrum

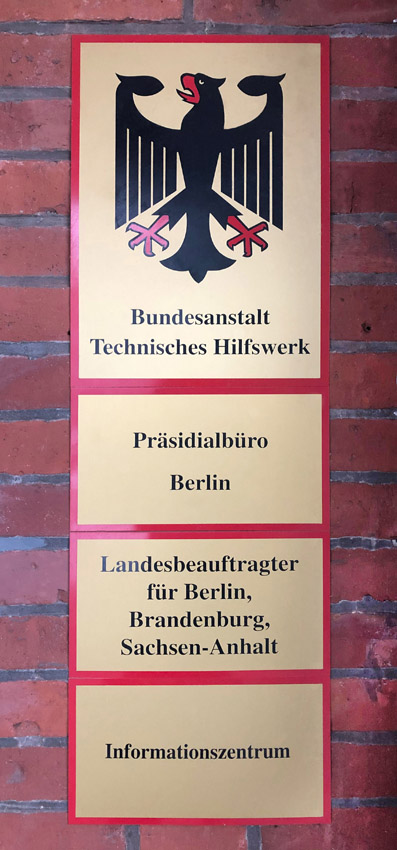
Siegel am Eingang des THW-Informationszentrums

Das THW-Informationszentrum der Bundesanstalt Technisches Hilfswerks (THW) ist die kommunikative Hauptstadt-Plattform des THW in Berlin.
In dieser Funktion begrüßt das Informationszentrum hochrangige Gäste aus Politik, Wirtschaft und Verwaltung, sowie Besuchergruppen und Fachleute aus dem In- und Ausland. Als Kommunikator für das gesamte THW organisiert das Informationszentrum zudem Messeauftritte, Konferenzen und Großveranstaltungen im Verantwortungsbereich der Hauptstadtaufgaben.

## Fachliche Integration in das THW
Fachlich und örtlich ist das THW-Informationszentrum in die Dienststelle des  THW-Landesverbands Berlin, Brandenburg, Sachsen-Anhalt integriert.
Der Besucherdienst des THW wird seit 2004 in der Liegenschaft des Landesverbands Berlin, Brandenburg, Sachsen-Anhalt betrieben. In Folge einer strukturellen Veränderung des Technischen Hilfswerks im Jahr 2008 wurde diese Aufgabe zusammen mit den Hauptstadtaufgaben im dann neu gegründeten THW-Informationszentrum verortet.
Das THW-Informationszentrum hat seinen Sitz in der Soorstraße 84 in Berlin-Westend.

## Besucherdienst
Seit 2004 wird das THW-Informationszentrum von  Besuchergruppen der Mitglieder des Deutschen Bundestages besucht. Diese Gruppenfahrten werden durch das Presse- und Informationsamt der Bundesregierung organisiert. 

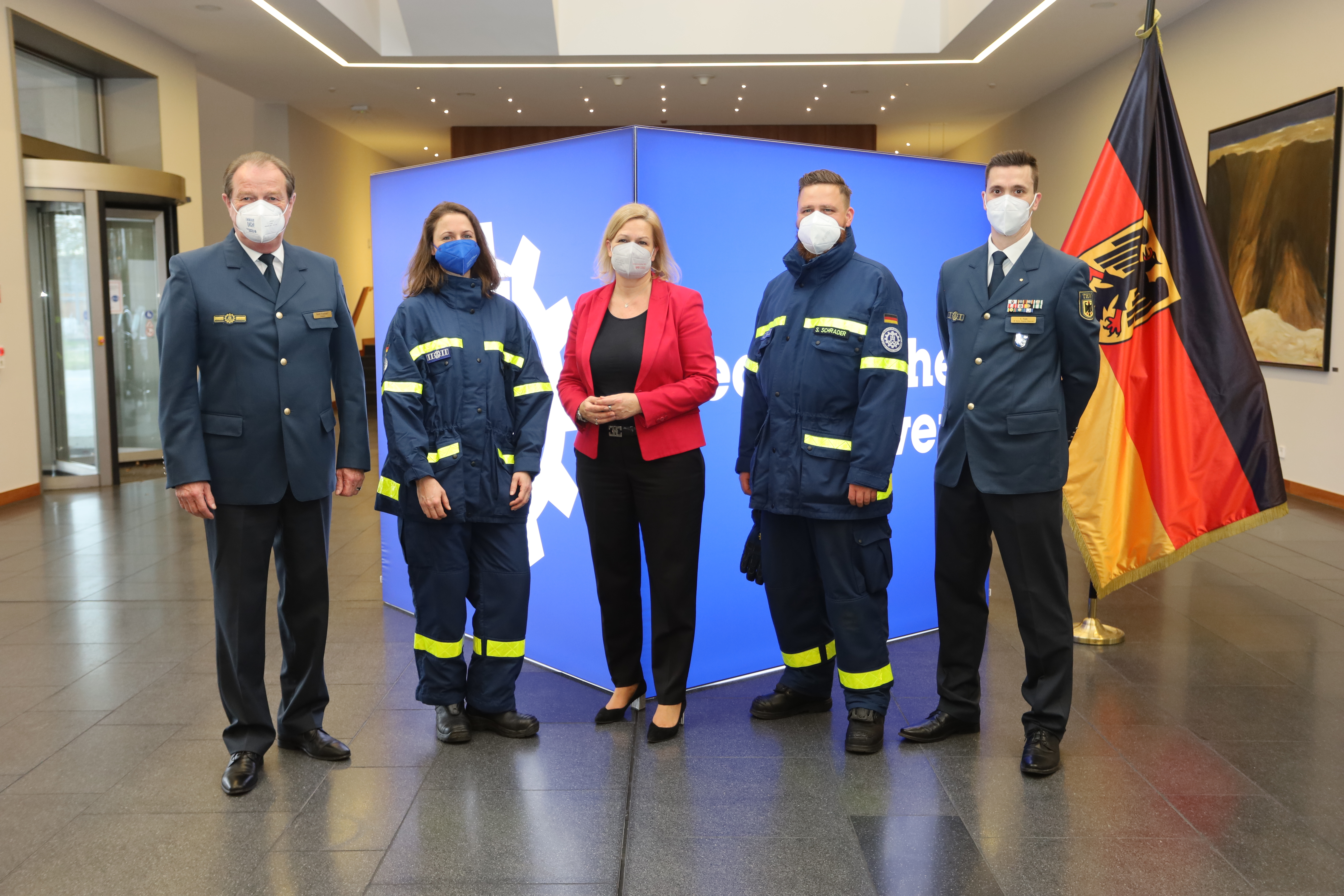
Bundesinnenministerin Nancy Faeser trifft Ehrenamtliche und THW-Präsident Gerd Friedsam im BMI (2022) – organisiert durch das THW-Informationszentrum

Ehrenamtliche Einsatzkräfte erläutern den Besuchern, welche Fähigkeiten die Helfer des THW auszeichnen, und warum sich diese rund 80.000 Menschen ehrenamtlich bei der Bundesanstalt engagieren. Sie erklären, welchen Beitrag das THW in Bezug auf den Bevölkerungsschutz in der Bundesrepublik Deutschland leistet, und berichten über ihre Erfahrungen im THW.
Die hauptamtlichen Mitarbeitenden des THW-Informationszentrums übernehmen die organisatorischen und verwaltenden Aufgaben des THW-Besucherdienstes und unterstützen damit die Arbeit der ehrenamtlichen Dozenten.

## Hauptstadtaufgaben und Veranstaltungen
Die Bundesanstalt Technisches Hilfswerk als ehrenamtlich getragene Bundesbehörde stößt auf großes öffentliches Interesse. Um dieser Aufmerksamkeit gerecht zu werden, gibt es den Bereich der Hauptstadtaufgaben in Berlin. Hier sind die Aufgaben die Konzeption, Planung und Steuerung sowie die Vor- und Nachbereitung der Themen und Veranstaltungen des THW in der Bundeshauptstadt.
Bei in Berlin stattfindenden Veranstaltungen präsentiert sich das THW über die Arbeit der Hauptstadtaufgaben sowohl durch eigene Großveranstaltungen als auch auf politischen Veranstaltungen im öffentlichen Raum.
Als Ansprechpartner vor Ort agiert das Team zudem für THW-Gremien und dessen Partner bei der Organisation und Ausgestaltung von Tagungen und Ausschüssen.
Mehrfach im Jahr unterstützt das Team der Hauptstadtaufgaben zudem als Gastgeber und Organisator die Arbeit des THW durch die Betreuung von in- und ausländischen Delegationen. Hier entsteht ein aktiver internationaler Austausch  um das Thema Katastrophenschutz. Die Delegationsmitglieder informieren sich über das ehrenamtliche Engagement, die THW-Struktur, die Einsatzoptionen des THW sowie über Möglichkeiten internationaler Einsätze.
Durch die Unterstützung von Messeauftritten und Kongressen bietet sich der Bundesanstalt Technisches Hilfswerk durch die Arbeit der Hauptstadtaufgaben zusätzlich die Möglichkeit, die nationale und internationale Zusammenarbeit in den Bereichen des Zivil- und Katastrophenschutz zu fördern.
Mit diesen Aufgaben und Veranstaltungen fungiert der Bereich der Hauptstadtaufgaben als zentraler Gastgeber für die Bundesanstalt Technisches Hilfswerk in Berlin.
Beispiele für Veranstaltungen, die organisiert oder unterstützt werden, sind:
- Der Tag der offenen Tür der Bundesregierung
- Das Forum Sicherheitsforschung des Verbandes Entwicklungspolitik und Humanitäre Hilfe deutscher Nichtregierungsorganisationen e.V. (VENRO)
- Die Ausschusssitzungen der Helfenden Hand
- Der Europäische Katastrophenschutzkongress
- Die Veranstaltung „MdB trifft THW“
- Die Messe "Internationale Grüne Woche Berlin"